# Kamjanka (hromada płużnenska)
Kamjanka (ukr. Кам'янка) – wieś na Ukrainie w rejonie szepetowskim obwodu chmielnickiego. Znajduje się na prawym brzegu rzeki Wilia.
Zamieszkuje ją obecnie 241 osób.